# Universidade Aberta da Catalunha
A Universidade Aberta da Catalunha (UOC) (em catalão: Universitat Oberta de Catalunya) é uma universidade privada vocacionada para o ensino a distância, nomeadamente através da Internet. Está sediada em Barcelona, na Espanha.